# Контрада Ангар (Салерно)
Контрада Ангар је насеље у Италији у округу Салерно, региону Кампанија.
Према процени из 2011. у насељу је живело 57 становника. Насеље се налази на надморској висини од 14 м.